# (32429) 2000 RP83
2000 RP83 (asteroide 32429) é um asteroide da cintura principal. Possui uma excentricidade de 0.04403270 e uma inclinação de 8.02463º.
Este asteroide foi descoberto no dia 1 de setembro de 2000 por LINEAR em Socorro.